# Rajd Magurski
Rajd Magurski – rajd samochodowy, runda RSMP i PPZM.

## Historia
Pierwsza edycja rajdu odbyła się w 2005 roku jako runda Pucharu PZM. Pierwszym zwycięzcą został Kacper Puszkiel. Dobra organizacja, zimowa atmosfera oraz wymagające trasy po Beskidzie Niskim sprawiły, że już w następnym roku rajd zadebiutował jako I Runda Mistrzostw Polski.

## Trasa
Rajd jako jedyny w cyklu RSMP i PPZM odbywa się na nawierzchni śnieżnej. Bazą imprezy są Gorlice.

## 2. Rajd Magurski (2006)
2. edycja Rajdu Magurskiego odbyła się 10-11 lutego 2006 roku, będąc I Rundą RSMP i PPZM. Wśród zawodników startujących w cyklu Mistrzostw Polski najlepsza okazał się para Leszek Kuzaj/Maciej Szczepaniak (Subaru Impreza N12) przed załogami Tomasz Kuchar/Jakub Gerber Subaru Impreza N11) i Sebastian Frycz/Maciej Wodniak (Mitsubishi Lancer Evo VIII). W PPZM pierwsza na mecie zameldowała się para Jan Chmielewski/Krzysztof Janik (Opel Astra).
| 2. Rajd Magurski (RSMP) | 2. Rajd Magurski (RSMP) |
| ----------------------- | ----------------------- |
| Termin:                 | 10-11 lutego 2006       |
| Długość trasy:          | 406,82 km               |
| Odcinki specjalne:      | 11 (171,95 km)          |
| Wystartowało załóg:     | 39                      |
| Sklasyfikowano załóg:   | 34 (8 w SupeRally)      |

| 2. Rajd Magurski (PPZM) | 2. Rajd Magurski (PPZM) |
| ----------------------- | ----------------------- |
| Termin:                 | 11 lutego 2006          |
| Długość trasy:          | 213,74 km               |
| Odcinki specjalne:      | 6 (86,10 km)            |
| Wystartowało załóg:     | 41                      |
| Sklasyfikowano załóg:   | 27                      |

## 3. Rajd Magurski (2007)
Ostatnia, 3. edycja Rajdu Magurskiego odbyła się 2-3 lutego 2007 roku, będąc I Rundą RSMP i PPZM. Wśród zawodników startujących w cyklu Mistrzostw Polski najlepsza okazał się załoga Tomasz Kuchar/Jakub Gerber (Subaru Impreza N12). Druga na mecie zjawiła się para Paweł Dytko/Tomasz Dytko (Mitsubishi Lancer Evo VIII), a trzecia Sebastian Frycz/Jacek Rathe (Subaru Impreza N12). W PPZM najlepsi okazali się Mariusz Nowocień/Michał Marcula (Peugeot 306 S16).
| 3. Rajd Magurski (RSMP) | 3. Rajd Magurski (RSMP) |
| ----------------------- | ----------------------- |
| Termin:                 | 2-3 lutego 2007         |
| Długość trasy:          | 383,76 km               |
| Odcinki specjalne:      | 12 (159,03 km)          |
| Wystartowało załóg:     | 44                      |
| Sklasyfikowano załóg:   | 38 (5 w SupeRally)      |

| 3. Rajd Magurski (PPZM) | 3. Rajd Magurski (PPZM) |
| ----------------------- | ----------------------- |
| Termin:                 | 3 lutego 2007           |
| Długość trasy:          | 179,76 km               |
| Odcinki specjalne:      | 6 (64,38 km)            |
| Wystartowało załóg:     | 33                      |
| Sklasyfikowano załóg:   | 26                      |

## Zwycięzcy
- 2005 - Kacper Puszkiel (Polska), Peugeot 106
- 2006 - Leszek Kuzaj (Polska), Subaru Impreza N12
- 2007 - Tomasz Kuchar (Polska), Subaru Impreza N12
- 2008 - Leszek Kuzaj (Polska), Subaru Impreza N12